# 小西裕之
小西裕之（日语：／ Konishi Hiroyuki，1963年8月14日—），日本男子竞技体操运动员。他曾获得1988年夏季奥运会体操比赛男子团体全能铜牌。他也参加了1986年亚洲运动会。